# Тамановский сельский округ
Тамановский сельский округ (каз. Таманск ауылдық округі) — административная единица в составе района Магжана Жумабаева Северо-Казахстанской области Казахстана. Административный центр — село Таманское. Аким сельского округа — Ветер Гульнар Хасеновна.
Население — 1376 человек (2009, 2049 в 1999, 2980 в 1989).

## Образование
В сельском округе функционируют три школы: Таманский комплекс школа-ясли-сад, Майбалыкская основная школа, Пулеметовская начальная школа. При Пулеметовской и Майбалыкской школах действуют мини-центры для детей дошкольного возраста. Обеспечен подвоз учащихся из села Пулемётовка. В школах работают различные кружки, спортивные секции по баскетболу, волейболу, настольному теннису, тяжелой атлетике.

## Культура
Функционируют три библиотеки в селе Таманское, селе Майбалык, селе Пулеметовка. В округе работает Совет ветеранов, Совет общественности.

## Экономика
На территории сельского округа функционируют 4 товарищества с ограниченной ответственностью, 11 крестьянских хозяйств. Территория земель сельского хозяйства составляет 61527 га, в том числе пашни — 52039 га.
На территории сельского округа функционируют 5 магазинов, которые обеспечивают население товарами повседневного спроса.
В селе Таманское работают промышленные объекты: мельница, пекарня. Пекарня обеспечивает хлебом население сёл Таманское, Пулеметовка, Сейфолла.
Население села Майбалык обеспечивает хлебом индивидуальный предприниматель «Кухаренко».
Питьевая вода забирается из разводящей сети группового водопровода.
В сельском округе пользуются услугами связи «Казактелеком». Функционируют 3 медицинских пункта.
Почтовое отделение АО «Казпочта» оказывает услуги по доставке почты, приему посылок и писем, выдаче пенсии, оплате за коммунальные услуги, за нотариальные действия и налоги с физических лиц.

## Состав
В состав сельского округа вошла территория ликвидированного Сейфуллинского сельского совета (села Сейфолла, Летовка). Село Летовка было ликвидировано. В 2013 году в состав округа вошла территория ликвидированного Майбалыкского сельского округа.
В состав округа входят такие населенные пункты:
| Населенный пункт  | Население, человек (1989) | Население, человек (1999) | Население, человек (2009) |
| ----------------- | ------------------------- | ------------------------- | ------------------------- |
| Летовка, село     | 200                       | 85                        | -                         |
| Майбалык, село    | 1007                      | 599                       | 411                       |
| Пулеметовка, село | 242                       | 212                       | 190                       |
| Сейфолла, село    | 621                       | 511                       | 183                       |
| Таманское, село   | 910                       | 727                       | 592                       |